# Ryssby
För andra betydelser, se Ryssby (olika betydelser).
Ryssby är en tätort i Ryssby distrikt i Ljungby kommun, Kronobergs län och kyrkby i Ryssby socken i Småland, belägen vid den norra delen av Ryssbysjön och söder om Riksväg 25.

## Historik
Namnet (1306 Ryzby) har ett förled ryd, röjning och efterled by.
Orten har gamla anor, det finns bland annat gravkullar på ett flertal platser. Vid Ryssby kyrka finns det en runsten från 1150-talet med texten "Gunne satte denna sten efter Sune, sin fader, mild i ord och frikostig på mat".
I Ryssby finns det många gravhögar, främst placerade i anslutning till rondellen och scoutstugan bredvid Ryssby IF:s fotbollsplaner. Intill kyrkan finns det en runsten som tidigare var en del av kyrkans vägg.
År 1878 invigdes Vislanda–Bolmens Järnväg med en station i Ryssby. Innan dess fanns en gästgivaregård/skjutsstation öster om kyrkan som bar namnet Nygård.

### Befolkningsutveckling
| Befolkningsutvecklingen i Ryssby 1960–2020 | Befolkningsutvecklingen i Ryssby 1960–2020 | Befolkningsutvecklingen i Ryssby 1960–2020 | Befolkningsutvecklingen i Ryssby 1960–2020 | Befolkningsutvecklingen i Ryssby 1960–2020 |
| ------------------------------------------ | ------------------------------------------ | ------------------------------------------ | ------------------------------------------ | ------------------------------------------ |
|                                            |                                            |                                            |                                            |                                            |
| År                                         |                                            |                                            | Folkmängd                                  | Areal (ha)                                 |
| 1960                                       | 1960                                       |                                            | 688                                        |                                            |
| 1965                                       | 1965                                       |                                            | 731                                        |                                            |
| 1970                                       | 1970                                       |                                            | 823                                        |                                            |
| 1975                                       | 1975                                       |                                            | 843                                        |                                            |
| 1980                                       | 1980                                       |                                            | 889                                        |                                            |
| 1990                                       | 1990                                       |                                            | 775                                        | 106                                        |
| 1995                                       | 1995                                       |                                            | 737                                        | 106                                        |
| 2000                                       | 2000                                       |                                            | 684                                        | 106                                        |
| 2005                                       | 2005                                       |                                            | 689                                        | 106                                        |
| 2010                                       | 2010                                       |                                            | 707                                        | 110                                        |
| 2015                                       | 2015                                       |                                            | 691                                        | 133                                        |
| 2020                                       | 2020                                       |                                            | 776                                        | 158                                        |
|                                            |                                            |                                            |                                            |                                            |

## Samhället
Den ursprungliga bebyggelsen i Ryssby låg runt före detta stationsområdet med hotellet i centrum. Bebyggelsen i tätorten består till största delen av villor i varierande stilar och åldrar.
I övrigt finns det en bensinstation, hotell, en ICA Nära-butik och en pizzeria. Det finns också en grundskola med klasserna 1–6 och ett gymnasium med inriktningarna restaurang & livsmedel, naturbruk med inriktningarna skog, jakt & viltvård, äventyr & natur samt naturvetenskap.

## Framstående personer
- Professor Göran Bexell som varit rektor vid Lunds universitet är uppvuxen i Ryssby.
- Kulstötaren Fanny Roos är också uppvuxen i Ryssby.[9]

## Näringsliv
Arbetspendling är vanlig till Alvesta, Ljungby, Växjö och Vislanda. I distriktet finns det cirka 270 arbetstillfällen, huvudsakligen inom utbildning samt inom vård och omsorg.

## Idrott
I Ryssby finns en gymnastikförening och Ryssby IF som är en fotbollsklubb som 2016 spelade i Division 5 SV i Småland.